# ويسترلوند 1
ويسترلوند 1 (بالإنجليزية: Westerlund 1)‏ (يسمى أيضا Ara Cluster, التعين Wd1) هو عنقود مفتوح حديث في مجرة درب التبانة، يقع على بعد حوالي 3.5-5 الف فرسخ فلكي عن الأرض في كوكبة المجمرة. وهو أحد أضخم التجمعات النجمية الحديثة في درب التبانة. اكتشفه بينجت ويستيرلوند في عام 1961.
يحتوي العنقود على عدد كبير من النجوم النادرة المتطورة ذات الكتلة العالية، بما في ذلك 6 عملاقة صفراء، و 4 عملاقة حمر، بما فيها ويسترلوند 1-26 أحد أكبر النجوم المعروفة، و24 نجم من نوع وولف-رايت والعديد من نجوم-OB ونجم عملاق-Be غير عادي والذي يعتقد أنة عبارة عن بقايا اندماج نجمي حدث مؤخرا.
وبالإضافة إلى ذلك، كشفت عمليات الرصد بالأشعة السينية في عام 2005 عن وجود نباض بالأشعة السينية الشاذة وألمع مصدر للأشعة السينية في العنقود عبارة عن نجم نيوتروني بطيئ الدوران يطلق علية CXOU J164710.2-455216 والذي لا بد وانة قد تشكل من نجم سلف عالي الكتلة. ويعتقد أن ويسترلوند 1 قد تشكل نتيجة موجة واحدة من تكون النجوم مما يعني أن النجوم المكونة له لها أعمار وتراكيب متماثلة. وبصرف النظر عن استضافتة لبعض أكثر النجوم ضخامة وغموضًا في مجرتنا، ويستيرلوند 1 مفيد بما أنة قريب نسبيا، وسهولة رصد العناقيد النجمية الفائقة التي يمكن أن تساعد علماء الفلك على تحديد ما يحدث داخل العناقيد النجمية الفائقة التي تقع أو تنشأ خارج مجرة درب التبانة.

## الرصد
نجم النسق الأساسي O7-8V الساطع في عنقود ويسترلوند 1 لة قدر في حدود 20.5 في حزمة القياس الضوئي- V وبالتالي فأن ويسترلوند 1 تهيمن علية نجوم بعد-النسق الأساسي مضيئة للغاية (ذات مقادير من 14.5 إلى 18 في الحزمة-V، ومقادير مطلقة من -7 إلى -10) مع نجوم بعد-النسق الأساسي أقل ضياء من تصنيف يركيس الطيفي Ib -II (ذات مقادير من 18 إلى 20 في الحزمة-V ). ونظرا للازدحام النجمي الشديد في اتجاه ويسترلوند 1، يصعب جدا رصده في الحزم U و B، ويتم إجراء معظم عمليت الرصد في النطاقين R أو I عند طرف الطيف الأحمر أو في الأشعة تحت الحمراء. وعادة ما يتم تسمية نجوم العنقود باستخدام تصنيف قدمه ويسترلوند على الرغم من أن اصطلاح التسمية المستقل هذا غالبا ما يستخدم لنجوم ولف-رايت.

## وصلات خارجية
- Artist’s impression of a magnetar X-ray satellites catch magnetar in gigantic stellar ‘hiccup’, ESA website, 2007
- Simbad
- Image of Westerlund 1
- Neutron star found where black hole expected